# Trehörningen (Älgarås socken, Västergötland)
Trehörningen är en sjö i Töreboda kommun i Västergötland och ingår i Motala ströms huvudavrinningsområde. Sjön har en area på 0,0577 kvadratkilometer och ligger 141,3 meter över havet. Sjön avvattnas av vattendraget Lilltjärnsbäcken.

## Delavrinningsområde
Trehörningen ingår i det delavrinningsområde (652295-141490) som SMHI kallar för Utloppet av Trehörningen. Medelhöjden är 151 meter över havet och ytan är 1,09 kvadratkilometer. Räknas de 3 delavrinningsområdena uppströms in blir den ackumulerade arean 1,7 kvadratkilometer. Lilltjärnsbäcken som avvattnar avrinningsområdet har biflödesordning 4, vilket innebär att vattnet flödar genom totalt 4 vattendrag innan det når havet efter 189 kilometer. Delavrinningsområdet består mestadels av skog (94 %). Avrinningsområdet har 0,06 kvadratkilometer vattenytor vilket ger det en sjöprocent på 5,1 %.